# Suctobelbila suctobelboides
Suctobelbila suctobelboides är en kvalsterart som beskrevs av Balogh 1970. Suctobelbila suctobelboides ingår i släktet Suctobelbila och familjen Suctobelbidae. Inga underarter finns listade i Catalogue of Life.